# Meyzieu
Meyzieu là một xã thuộc tỉnh Rhône trong vùng Auvergne-Rhône-Alpes phía đông nước Pháp. Xã này nằm ở khu vực có độ cao trung bình 192 mét trên mực nước biển.

## Transport
- Bản mẫu:Lyonrhonexpress